# Stora Lindessjön
Lindessjön (enligt äldre kartor ska sjöns namn stavas med ett s i mitten) ligger i Lindesbergs kommun i Västmanland. Sjön är 10 meter djup, har en yta på 1,09 kvadratkilometer och befinner sig 60 meter över havet. Sjön delas av en rullstensås som kallas Pälsärmen. Därmed skapas i öster en grund vik kallad Lilla Lindessjön, till skillnad från Stora Lindesjön som utgör den västra delen. 
I Lindesjön finns ön Trallingen, som fått sitt namn av huvudpersonen i romanen "Ottar Trallings Lefvnadsmålning" av författaren och brukspatronen Fredrik Cederborgh. 
Lindesjön ingår i Arbogaåns vattensystem.

## Delavrinningsområde
Stora Lindessjön ingår i det delavrinningsområde (660613-146648) som SMHI kallar för Utloppet av Stora Lindessjön. Medelhöjden är 75 meter över havet och ytan är 8,59 kvadratkilometer. Räknas de 48 avrinningsområdena uppströms in blir den ackumulerade arean 1 164,36 kvadratkilometer. Arbogaån som avvattnar avrinningsområdet har biflödesordning 2, vilket innebär att vattnet flödar genom totalt 2 vattendrag innan det når havet efter 213 kilometer. Avrinningsområdet består mestadels av skog (37 procent) och jordbruk (21 procent). Avrinningsområdet har 1,08 kvadratkilometer vattenytor vilket ger det en sjöprocent på 12,5 procent. Bebyggelsen i området täcker en yta av 1,56 kvadratkilometer eller 18 procent av avrinningsområdet.